# Masacrele din Transilvania din 1848-1849
Masacrele din Transilvania în perioada 1848-1849 se referă la masacrele comise în Transilvania în timpul Revoluțiilor de la 1848 (Revoluția Română din 1848 și Revoluția Maghiară din 1848).

## Masacre împotriva românilor
Acțiunile antiromânești ale ungurilor s-au intensificat după Adunarea de la Blaj din 3/15 mai 1848.
Ioan Novac din satul Alzen de lângă Nocrich, a fost ucis la 1 mai 1848.
Trei români au fost uciși la Buba în mai 1848.
Conflictul de la Mihalț, primul conflict armat în teritoriul Transilvaniei în timpul Revoluțiilor de la 1848 la 2 iunie 1848 s-a finalizat cu uciderea a 12 de țărani români înarmați de către trupele imperiale din Ținutul Secuiesc conduse de Anton von Puchner, comandant șef al trupelor austriece din Transilvania și rănirea a altor 50. Acest eveniment a atras atenția după ce a fost prezentat în ziarele Gazeta și Der Siebenbürger Bote. 
După ocuparea orașului Blaj la 18 ianuarie 1849, ungurii au ucis mulți civili români, inclusiv bătrâni și oameni fără adăpost. [nefuncțională]
 
În luna mai 1849, Petru Dobra a fost acuzat că ar fi fost implicat în purificarea etnică a orașului Zlatna unde au fost masacrați 700 de civili maghiari. El a fost ulterior închis și torturat în Școala Reformată din Abrud și apoi împușcat de santinela ungară.
| Data               | Locația actuală   | Victime ale maghiarilor | Note                                                                               |
| ------------------ | ----------------- | ----------------------- | ---------------------------------------------------------------------------------- |
| 2 iunie 1848       | Mihalț, jud. Alba | 12 români înarmați      | Ciocnire armată cu regimentul imperial de limbă maghiară al lui Anton von Puchner. |
| 10 septembrie 1848 | Nădab, jud. Arad  | 3                       | Uciși întrucât s-au împotrivit recrutării.                                         |
| 12 septembrie 1848 | Luna, jud. Cluj   | 30                      | Foc deschis asupra mulțimii adunate care a refuzat încorporarea în armată.         |
| ?                  | Buteni, jud. Arad | 8                       | Civili masacrați fiindcă au opus rezistență trupelor maghiare dedate jafului.      |

Potrivit listelor oficiale (făcute publice în ziarul "Wiener Zeitung"), 4.425 bărbați, 340 femei și 69 copii au fost omorâți fără să fi fost judecați de tribunalele militare maghiare din Ardeal, mai puțin aceia care au pierit când s-a deschis focul asupra lor pe stradă. 4.425 din victime se pare c-au fost români, 165 maghiari, 252 sași și 72 evrei și țigani. 

## Masacre împotriva maghiarilor

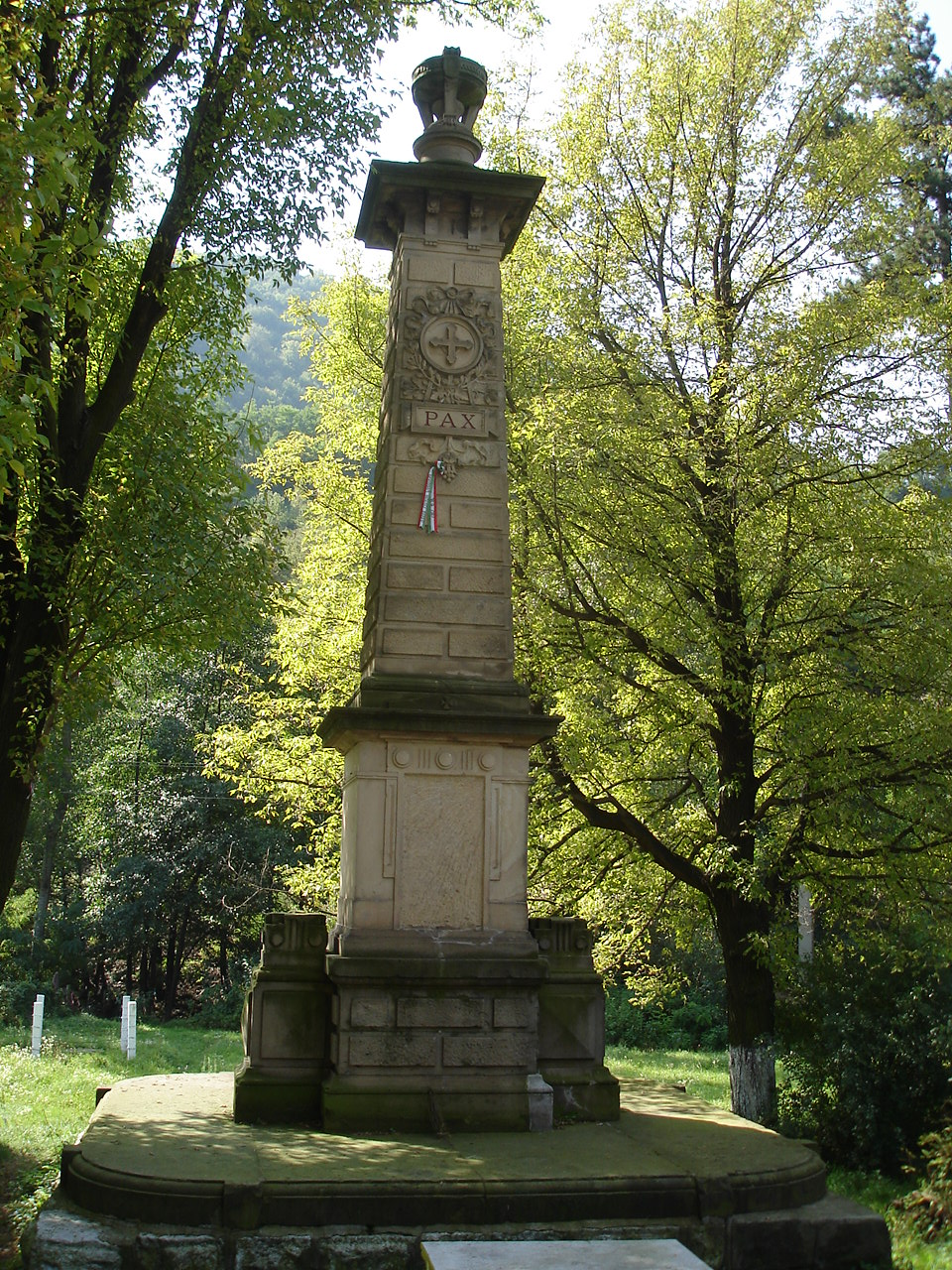
Monumentul victimelor maghiare din localitatea Presaca Ampoiului, de lângă Zlatna (județul Alba)

În 1848 și 1849, ungurii din Transilvania au devenit expuși represiunilor săvârșite de români și de sașii transilvăneni.. O serie de masacre au fost comise în principal de cei care sprijineau eforturile austriecilor de a înăbuși Revoluția Maghiară din 1848.
La 18 octombrie 1848, românii au atacat și ucis locuitorii satului Sângătin de lângă Sibiu.
La 24 octombrie 1848, trupe conduse de Petru Dobra au ajuns la intrarea orașului și au încercat să dezarmeze orașul Zlatna. Situația era extrem de tensionată cu acțiuni provocatoare repetate de la cea mai radicală ramură a trupelor românești, cei din satul Almașu Mare, care nu mai au vrut să aștepte răspunsul oficial din partea comandantului-șef din Sibiu (Anton von Puchner), permițându-le să preia orașul. Apariția unui steag negru pe turnul bisericii catolice maghiare și câteva focuri de armă din tabăra românească au dus la escaladarea conflictului și a gărzile maghiare au omorât 8 țărani români din satul Almașu Mare. A început jefuirea și incendierea orașului, și toți locuitorii maghiari au fugit spre spre cetatea orașului Alba Iulia unde sperau să găsească protecție. Totuși, noaptea cei 700 de civili maghiari neînarmați, bătrâni, femei și copii - practic întreaga populație maghiară din orașul Zlatna - au fost masacrați pe câmpia din Presaca Ampoiului.
Un alt eveniment a fost masacrul de la Aiud din 8-9 ianuarie 1849, când românii sub comanda lui Axente Sever și Simion Prodan, au ucis aproximativ 600-1000 de locuitori ai orașului. Axente Sever a fost arestat în februarie 1849, acuzat fiind că ar fi participat la masacru, dar a fost găsit nevinovat la proces. La fel preotul greco-catolic Simion Prodan a fost găsit nevinovat de către autoritățile imperiale.
Țărani și revoluționari români au ucis civili maghiari la: Sângătin, Geoagiu, Bucerdea Vinoasă, Stremț, Alba Iulia, Lunca Mureșului, Hațeg, Ocna Mureș, Micăsasa, Zlatna, Bochia, Unirea, Iara,  Baia de Criș, Grindeni, Abrud, Aiud, Buceș,, Criscior, Brad, Vața, Hălmagiu Mare, Vințu de Sus, Benic, Heria, Cricău, Lunca Mureșului, Ighiu, Glodeni, Apalina.